# 上海中汇大厦
31°13′56″N 121°28′55″E / 31.23222°N 121.48194°E
中汇大厦，位于上海市延安东路143号，原为中汇银行总行大楼，1959年至1993年间，为上海博物馆大楼。现底层为北京银行上海分行租用，上层为一般写字楼。大厦于1934年9月落成，高十五层，外观为1930年代流行的装饰艺术风格，由华籍建筑师黄日鲲与法国建筑师赖安吉一同设计完成，久记营造厂承建。1994年，中汇大厦入选第二批上海市优秀历史建筑。

## 建筑历史
中汇大厦，原有业主为1929年开业的中汇银行，该银行由杜月笙出资组建。由于当时上海银行界有一条不成文的规定：但凡有新银行开业，上海本埠的各家银行会向该新银行存放一笔钱款，当时称之为堆花。中汇银行开业时，杜月笙利用这一规则和自己在上海的身份地位，拉来大批堆花，例如洋行买办徐懋堂、通汇信托银行经理朱如山、法国驻上海总领事葛格林。这些人的存款额或超过或等于杜月笙本人在中汇银行的存款。因此使得中汇银行在短期内迅速成为一家资金雄厚、信誉优良的沪上著名新兴银行。不久，杜月笙出资156余万银元，购入今河南南路、延安东路和金陵东路间的土地兴建中汇银行大厦。大楼竣工后，除中汇银行外，还有各类商行、律师事务所、建筑师事务所、工厂办事处、各类经营部等140多家机构和公司入驻该楼，甚至包括军统的相关外围组织。
1949年，中汇银行因与杜月笙的关系，在上海政权更迭后，被上海市军管会勒令停业清理。1959年，时任上海市长的陈毅批准将该楼移交上海博物馆使用，并且为上海博物馆题写馆名。至1993年，上海博物馆收藏文物已达99.7万件，而中汇大厦已经无法满足大库存和展览。适逢人民广场进行综合改建，于是上海博物馆在今址兴建新馆并迁出中汇大厦。随后中汇大厦重新恢复原有的办公和银行用房的功能。

## 布局与风格
中汇大厦用地方正，占地2166平方米，建筑总面积4868平方米。主体结构为钢筋混凝土，外立面敷设清水红砖，楼高12层。大厦正门开在延安东路上，共设有两道大门，外侧门使用卷帘门，内侧使用有装饰的铜门。进入大门后，便为银行营业大厅，空间内的立柱、地板和柜台使用大理石砌成。大厅天顶采用钢条搭建框架，并用方形小玻璃镶嵌其中。大厅墙面泽采用玻璃砖贴面。大厦二层原为中汇银行的机关、部门使用。同时，专门保管库房也设置于该层，库门采用圆形保险铁门。大厦的三层至第九层为自用和出租的写字楼，共有房屋200余间。此外，这些楼层还配备大型会客休息场所。第十层至十二层为公寓房屋，多为三室户至五室户的房型，并附赠浴室、厨房、佣人房等。厨房内部设有煤气、冰箱、洗碗机等各类设施。第十三层为银行职工的休息场所。第十四和十五层为大厦水塔。屋顶另有大型平台，供住户和职员观光、散步休闲使用。另外，大厦内部还配备电梯三部以供通勤，此外建筑四面临街，所以采光良好，颇受租客欢迎。